# Политические заключённые в КНДР
Политические заключенные в КНДР — лица отбывающие наказание в концлагерях КНДР, в делах которых присутствует явная политическая составляющая. Согласно многочисленным источникам, включая ООН в КНДР сейчас около 200 тысяч политзаключенных.

## Резонансные случаи

### Кеннет Бэй
В ноябре 2012 года в КНДР был задержан американец корейского происхождения Кеннет Бэй. В 2013 году он был приговорен к 15 годам концлагерей за «ведение подрывной пропагандистcкой деятельности с целью свержения правительства народной республики». Кеннет Бэй по данным правительства КНДР пытался провести в город Расон антиправительственную литературу. В ноябре 2014 года Кеннет Бэй был освобожден.

### Мэтью Тодд Миллер
Был задержан в апреле 2014 года за неподобающее поведение. Приехав в КНДР он разорвал туристическую визу и сообщил, что ищет в стране убежище. Он был освобожден вместе с Кеннетом Бэем в ноябре 2014 года.

### Отто Уормбир
Отто Уормбира арестовали в КНДР в марте 2016 года за кражу агитационного плаката из отеля. Отто Уормбир признался в краже и получил за это преступление 15 лет исправительно-трудовых работ. В апреле 2016 года Отто впал в кому, а в 2017 возвращен в США, где вскоре после возвращения скончался.

## Условия содержания
После своего освобождения из северокорейского лагеря Кеннет Бэй рассказал об условиях содержания в трудовых лагерях КНДР. Он говорит что заключенные в северокорейских лагерях встают в 6 утра и с 8 утра до 6 часов вечера длится рабочий день. Находился Кеннет Бэй в одиночной камере с туалетом и кроватью. Также по полученной от Бэя информации отношение к нему было более мягким, чем к северокорейским заключенным. Его слова подтверждает один из бывших северокорейских чиновников, по словам которого северокорейцев заставляют рыть собственные могилы, а в качестве наказания за нарушения дисциплины заключенные подвергаются изнасилованиям.